# Ryszard Luciński
Ryszard Luciński – polski kierowca wyścigowy i rajdowy.

## Biografia
Karierę rozpoczynał w rajdach samochodowych. W 1974 roku był pilotem Andrzeja Nowickiego i Marka Ryndaka. W 1975 roku jako kierowca BMW 1600 zajął ósme miejsce w klasyfikacji grupy I klasy 8. W 1977 roku był wicemistrzem Polski w grupie II klasie 9-13. W 1976 roku zadebiutował w WSMP.
W latach 90. rywalizował formułami. W sezonie 1992 był szósty Estonią 25 w mistrzostwach Polski Formuły Mondial, a rok później piąty. W 1994 roku zajął w tej serii trzecie miejsce. W sezonie 1995 zmienił samochód na Reynarda i rozpoczął starty w Formule 3, zdobywając w pierwszym sezonie wicemistrzostwo. W latach 1996, 1997 i 1999 był mistrzem Formuły 3.

## Wyniki w Polskiej Formule 3
| Legenda oznaczeń w tabelach wyników Wyświetl szablon na nowej stronie | Legenda oznaczeń w tabelach wyników Wyświetl szablon na nowej stronie                                                                     |
| Oznaczenie                                                            | Wyjaśnienie |
| --------------------------------------------------------------------- | --- |
| Złoty                                                                 | Zwycięzca lub mistrzostwo |
| Srebrny                                                               | 2. miejsce lub wicemistrzostwo |
| Brązowy                                                               | 3. miejsce lub II wicemistrzostwo |
| Zielony                                                               | Ukończył, punktował (w klasyfikacji generalnej, gdy zdobył co najmniej jeden punkt na przestrzeni sezonu, poza trzema powyższymi opcjami) |
| Niebieski                                                             | Ukończył, nie punktował (w klasyfikacji generalnej, gdy nie zdobył co najmniej jednego punktu na przestrzeni sezonu)                      |
| Czerwony                                                              | Nie zakwalifikował się (NZ) |
| Czerwony                                                              | Nie prekwalifikował się (NPK) |
| Różowy                                                                | Nie ukończył (NU) |
| Różowy                                                                | Niesklasyfikowany (NS) (w klasyfikacji generalnej, gdy nie został sklasyfikowany w żadnym wyścigu sezonu)                                 |
| Czarny                                                                | Zdyskwalifikowany (DK) |
| Czarny                                                                | Wykluczony (WYK/EX) |
| Biały                                                                 | Nie wystartował (NW) |
| Biały                                                                 | Kontuzjowany (K/INJ) |
| Biały                                                                 | Wyścig odwołany (OD/C) |
| Bez koloru                                                            | Został wycofany (WYC/WD) |
| Bez koloru                                                            | Nie przybył (NP/DNA) |
| Bez koloru                                                            | Nie brał udziału w treningach (NT/DNP) |
| Bez koloru                                                            | Nie został zgłoszony (–) |
| Pogrubienie                                                           | Start z pole position |
| Kursywa                                                               | Najszybsze okrążenie wyścigu |
| †                                                                     | Nie ukończył, ale jego rezultat został zaliczony ze względu na przejechanie więcej niż 90% dystansu wyścigu.                              |
| *                                                                     | Sezon w trakcie |
| 1/2/3                                                                 | Punktowana pozycja w sprincie kwalifikacyjnym                                                                                             |
| Lista systemów punktacji Formuły 1                                    | |

| Rok  | Zespół              | Samochód     | Silnik     | Wyniki w poszczególnych eliminacjach | Wyniki w poszczególnych eliminacjach | Wyniki w poszczególnych eliminacjach | Wyniki w poszczególnych eliminacjach | Wyniki w poszczególnych eliminacjach | Wyniki w poszczególnych eliminacjach | Wyniki w poszczególnych eliminacjach | Wyniki w poszczególnych eliminacjach | Wyniki w poszczególnych eliminacjach | Wyniki w poszczególnych eliminacjach | Pkt. | Msc. |
| ---- | ------------------- | ------------ | ---------- | ------------------------------------ | ------------------------------------ | ------------------------------------ | ------------------------------------ | ------------------------------------ | ------------------------------------ | ------------------------------------ | ------------------------------------ | ------------------------------------ | ------------------------------------ | ---- | ---- |
| 1995 |                     |              |            | Polska                               | Polska                               | Polska                               | Polska                               | Polska                               | Polska                               | Polska                               |                                      |                                      |                                      | 66   | 2    |
| 1995 | Castrol Racing Team | Reynard 913  | Volkswagen | -                                    | 3                                    | 3                                    | 5                                    | 4                                    | 2                                    | -                                    |                                      |                                      |                                      | 66   | 2    |
| 1996 |                     |              |            | Polska                               | Polska                               | Polska                               | Polska                               | Polska                               | Polska                               |                                      |                                      |                                      |                                      | 75   | 1    |
| 1996 | Castrol             | Reynard 913  | Volkswagen | 3                                    | 1                                    | 1                                    | 1                                    | 3                                    | -                                    |                                      |                                      |                                      |                                      | 75   | 1    |
| 1997 |                     |              |            | Polska                               | Polska                               | Polska                               | Polska                               | Polska                               | Polska                               | Polska                               | Polska                               |                                      |                                      | 110  | 1    |
| 1997 | Castrol             | Dallara F394 | Opel       | 1                                    | 1                                    | 1                                    | 2                                    | NU                                   | NU                                   | 1                                    | 2                                    |                                      |                                      | 110  | 1    |
| 1998 |                     |              |            | Polska                               | Polska                               | Polska                               | Polska                               | Polska                               | Polska                               | Polska                               | Polska                               | Polska                               | Polska                               | 290  | 2    |
| 1998 | Lotos               | Dallara F394 | Opel       | NU                                   | NU                                   | 2                                    | 1                                    | 2                                    | 1                                    | 1                                    | 2                                    | 2                                    | 1                                    | 290  | 2    |
| 1999 |                     |              |            | Polska                               | Polska                               | Polska                               | Polska                               | Polska                               | Polska                               | Polska                               |                                      |                                      |                                      | 48   | 1    |
| 1999 | Lotos               | Dallara F398 | Opel       | 3                                    | 1                                    | -                                    | 1                                    | 1                                    | 4                                    | 1                                    |                                      |                                      |                                      | 48   | 1    |